# Agesídamo
Agesídamo (en griego: Ἀγησίδαμος,), hijo de Arquéstrato, fue un locrio epicefirio, que venció, cuando era un niño en el boxeo en los Juegos Olímpicos. Su victoria es celebrada por Píndaro en las décima y undécima odas olímpicas. El escoliasta sitúa su victoria en la 74.ª Olimpiada. No debe confundírsele con Agesídamo, el padre de Cromio, mencionado en las odas nemeas.